# Strunjan
Strunjan (wł. Strugnano) – wieś w Słowenii, w gminie Piran. W 2018 roku liczyła 610 mieszkańców.